# Bicicleta monomarxa

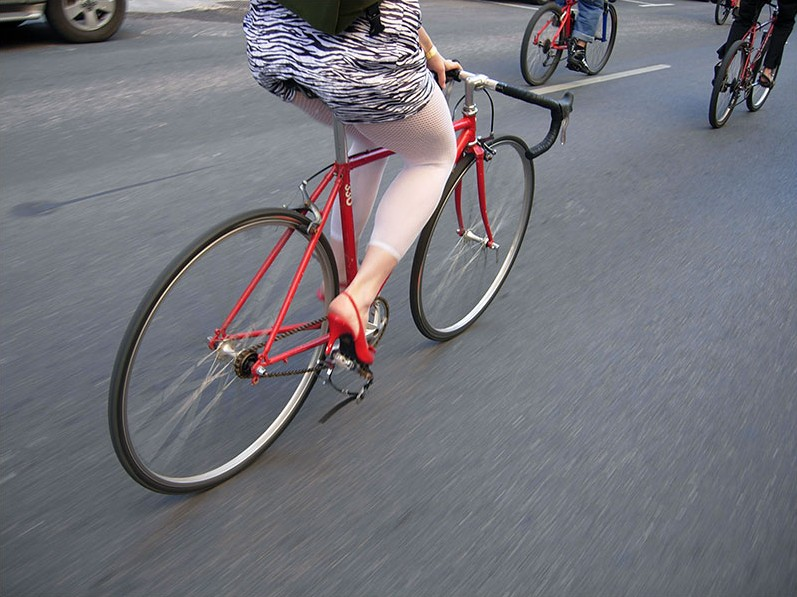
Ciclista urbana amb bicicleta d'una sola velocitat

Una bicicleta monomarxa, bicicleta sense canvi o bicicleta d'una sola velocitat, (en anglès: single-speed) és una bicicleta que no té cap sistema de canvi de marxes, és a dir una bicicleta amb un sol engranatge. Aquestes bicicletes no utilitzen ni desviador de canvi, ni canvi intern ni cap altre mètode per poder variar la relació de transmissió de la bicicleta.
De vegades les bicicletes monomarxa amb pinyó lliure són erròniament anomenades bicicletes de pinyó fix o «marxa fixa» (de l'anglès «fixed gear»). Aquest terme només s'ha d'aplicar a les bicicletes amb pinyó fix. Si té el pinyó lliure el terme a utilitzar és «bicicleta monomarxa» o «bicicleta d'una sola velocitat».

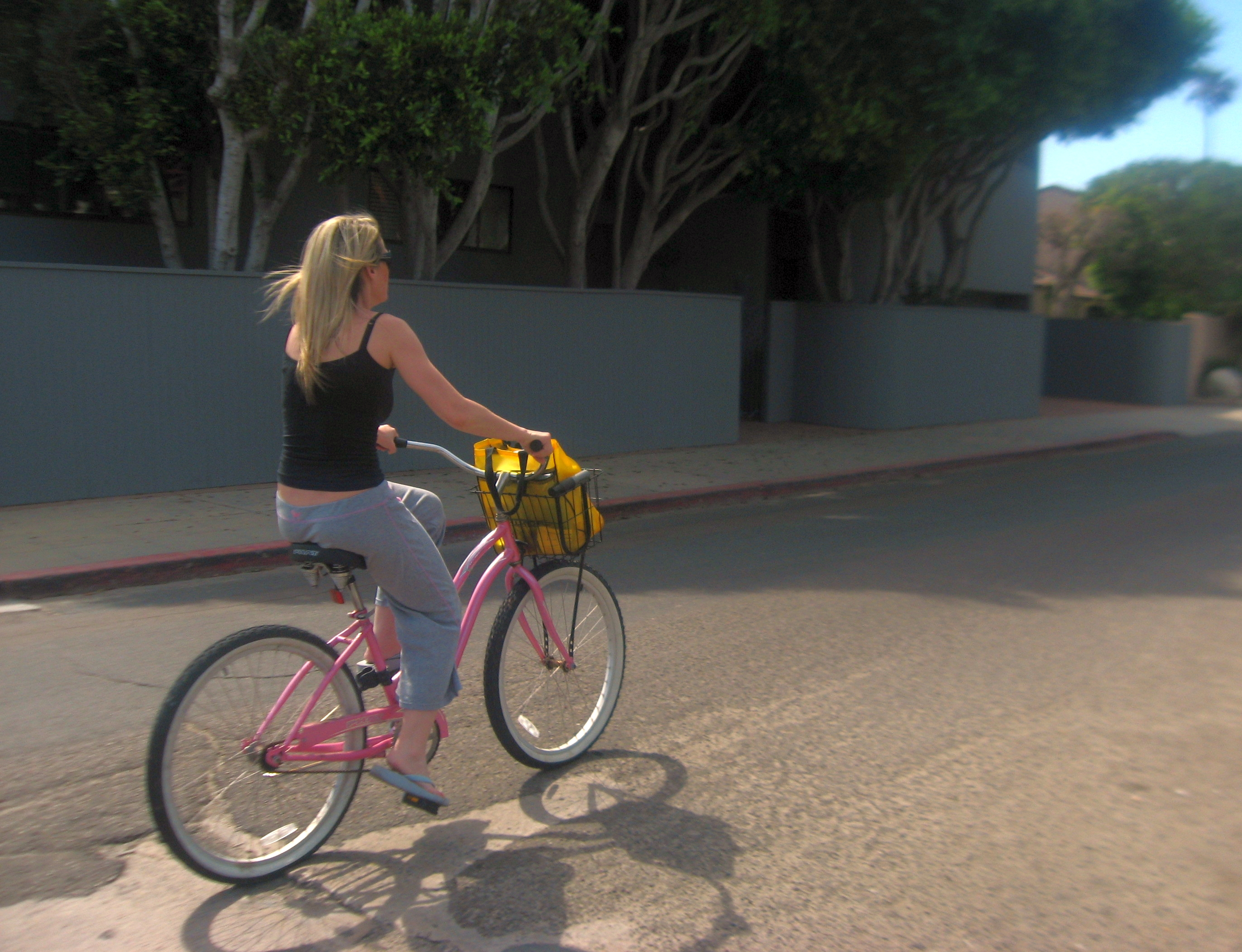
Bicicleta de platja d'una velocitat

N'hi ha de dos tipus, unes tenen pinyó lliure, i unes altres són de pinyó fix. Ambdues tenen una eficiència major en el pedaleig, ja que no creuen la cadena i el recorregut és més netquests tipus de bicicletes de vegades permeten tenir una altra reducció amb un pinyó a cada costat de la roda del darrere. En cas de necessitat, es dona la volta a la roda i s'intercanvien els pinyons.

## Avantatges i inconvenients[calcitació]

### Avantatges
- Les bicicletes d'una sola velocitat són generalment més econòmiques, més lleugeres, i mecànicament més senzilles que el seu equivalent multi-marxa.

- Sense desviadors o altres sistemes d'engranatge, hi ha menys peces sobre la bicicleta que requereixin manteniment, i això fa aquest tipus de bici ideal per al ciclisme urbà sota qualsevol condició climàtica.

- L'eficiència del rendiment mecànic d'una sola velocitat pot ser més gran que les bicicletes típiques de multi-marxa d'avui dia. Una línia de cadena recta, la manca de cadena d'arrossegament de la part posterior de les politges del desviador, i la manca de plats i desviadors davanters en milloren l'eficiència.

- Un sol pinyó posterior ocupa menys espai que el típic dels 7-10 pinyons acoblats a la roda de la majoria de sistemes de mecanisme d'engranatges de marxes múltiples per a bicicletes, les rodes del darrere de les monomarxa es poden construir balancejades entre la boixa, els radis i la llanda d'esquerra a dreta, fent-la més forta per raó del seu moviment amb equilibri dinàmic.

- Requereixen que el ciclista passi menys temps concentrant-se en els canvis de marxa, i per tant, un passeig més agradable

### Inconvenients
- Atès que la bicicleta d'una sola velocitat no té engranatges, és menys versàtil. No es pot pedalejar eficientment fora del seu rang de l'engranatge únic.

- Sense opcions de canvis d'engranatges, amb la bicicleta d'una sola velocitat és generalment més difícil pedalejar per terreny extremadament escarpat.

- La velocitat única constitueix una seriosa limitació de la velocitat màxima, per la qual cosa és més lenta que una bicicleta de múltiples velocitats.

- En les bicicletes equipades amb transmissió monomarxa, el pedaleig pot semblar difícil en els primers moments de rodatge, ja que cal aplicar més força amb els peus.

## Configuracions[calcitació]
Hi ha tres configuracions típiques per a les bicicletes d'una sola velocitat, que són:
- Les de frens a contrapedal, a les quals s'hi poden afegir frens davanters
- Les de pinyó lliure, que requereixen frens de llanda o de tambor davanters i/o del darrere com qualsevol tipus de bicicleta
- Les de pinyó fix, a les quals s'hi poden afegir frens davanters

## Tipus de bicicletes d'una sola velocitat[calcitació]

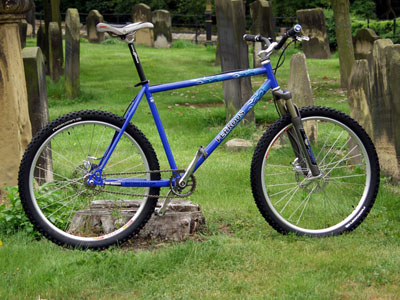
Bicicleta tot terreny d'una sola velocitat

Declaracions de periodistes i representants de la indústria de ciclisme han creat la percepció que els principals fabricants de bicicletes desanimen la construcció de bicicletes modernes d'una sola velocitat. No obstant això, la creixent popularitat de la mono-marxa s'ha reflectit en el disseny, la producció i comercialització de nous models. Al mercat dels Estats Units, les companyies de bicicletes personalitzades Villy Custom, Bianchi, Cannondale, Fuji Bike, KHS, Kona, Raleigh, Giant, Specialized, Swobo, Felt, i Trek, totes han produït i comercialitzat bicicletes d'una sola velocitat.
La bicicleta de muntanya d'una sola velocitat dissenyada per al senderisme en bicicleta, sovint té una relació de marxes relativament baixa, o fàcil i lenta, això els permet pujar les costes i fer front als obstacles i els gradients de millor forma. Això normalment requereix que el ciclista estigui més en forma o sigui més expert que el ciclista mitjà per tal de travessar el mateix terreny. Bicicletes d'una sola velocitat dissenyades per al ciclisme de pista en general tenen una relació de marxes més gran o més ràpida que els proporciona més velocitat.
Atès que un dels objectius d'una bicicleta de muntanya d'una sola velocitat és la simplicitat, és molt rar trobar doble suspensió en una bicicleta d'una sola velocitat, pel que estan construïdes sense suspensió (totalment rígides) o, en tot cas, amb forquilles de suspensió davantera. Això es deu al fet que la suspensió del darrere pot desestabilitzar la distància entre el plat i la roda del darrere, fet que comportaria la necessitat d'un tensor de cadena per poder mantenir la tensió correcta..
Les bicicletes monomarxa amb pinyó fix són populars entre els missatgers amb bicicleta per la seva fiabilitat i durabilitat. Depenent de la situació, un missatger pot preferir una bicicleta de muntanya d'una sola velocitat, que pot rodar sobre nombrosos obstacles, o la rapidesa d'una bicicleta lleugera de carretera basada en una sola velocitat.

## Nou fenomen

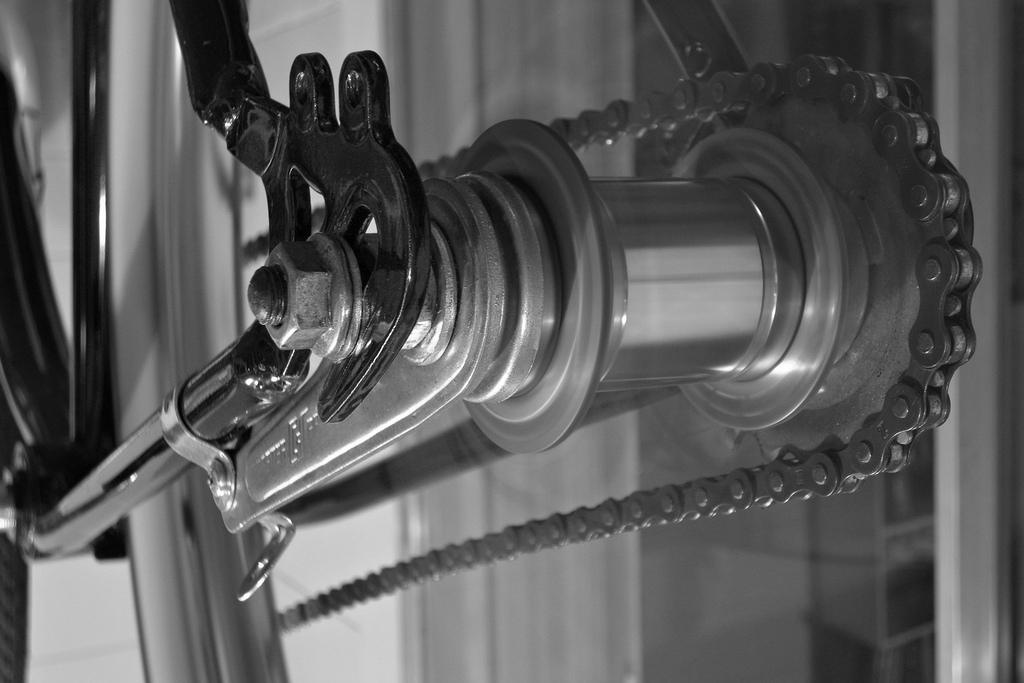
Boixa d'una sola velocitat amb frens de contrapedal que eviten l'ús de cables

Avui en dia, el fenomen de les bicicletes «monomarxa» tracta de reduir la bicicleta a la seva "més pura essència", sense elements que distreguin la seva funció primària ni la seva elegància: res de desviadors, cables, manetes de canvi o fre i, per descomptat, res d'accessoris com parafangs, portaequipatges o miralls retrovisors, únicament un quadre, dues rodes, el manillar i el sellí, aquest estil va originar una onada d'apassionats amb esperit ecològic per la recuperació de velles bicicletes que van trobar d'aquesta manera una alternativa econòmica i respectuosa amb el medi ambient per al desplaçament urbà. La indústria i les marques van començar a fixar-se en aquest «fenomen ciclista», promocionant-ne la moda, i amb ella, la degeneració de la idea original.

## Conversió a una sola velocitat

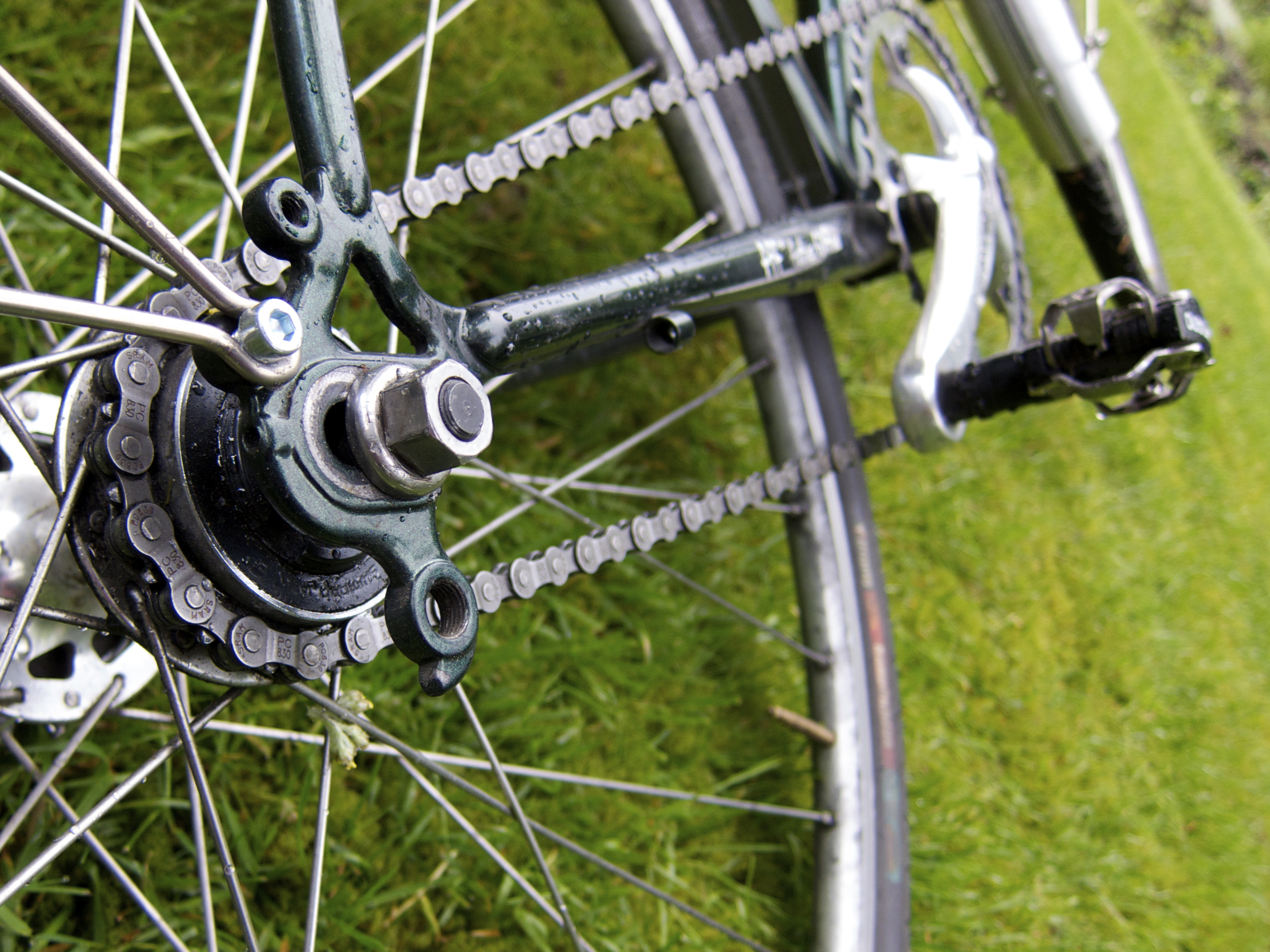
Conversió a una sola velocitat

A excepció de les bicicletes de pista , que són sempre d'una sola velocitat, totes les altres poden ser tipus monomarxa o es poden modificar per ser-ho si no hi venen de fàbrica. Això inclou les de muntanya, de carretera, de cicle-cross o les híbrides.
Els que opten per l'ús de les monomarxa argumenten que gaudeixen d'una nova "experiència real" en anar amb bicicleta. El canvi a una sola velocitat no es fa pensant en el rendiment sinó per pur plaer, encara que també pels beneficis de l'exercici o els avantatges del seu ús com a mitjà de desplaçament urbà.
| « | .. ¿No és millor per ventura triomfar per la força dels teus músculs que per l'artifici dels canvis de la bicicleta? ... Paul de Vivie, editor francès de Le Cycliste.. | » |

Segons Sheldon Brown, anar amb una monomarxa pot ajudar a recuperar l'alegria sense límits que es va experimentar al anar amb bicicleta durant la infantesa. Un no s'adona de quanta energia mental es dedica als canvis de marxa fins que renuncia als desviadors, i descobreix que tota una zona del cervell que abans estava pendent de quan havia de fer el canvi, ara és lliure per a gaudir de les sensacions de l'entorn.